# خوسيه رودريغيز دي لا أوليفا
خوسيه رودريغيز دي لا أوليفا (بالإسبانية: José Rodríguez de la Oliva)‏ هو نحات ورسام إسباني، ولد في 15 ديسمبر 1695 في سان كريستوبال دي لا لاغونا في إسبانيا، وتوفي بنفس المكان في 27 نوفمبر 1777.